# 沙特阿拉伯的土耳其人
沙特阿拉伯的土耳其人，是指出生或者生活於沙特阿拉伯的土耳其人，人口120,000-160000人

## 歷史
他們一些人是奥斯曼帝國時代駐軍後人，但多數人是20世纪70年代後來到的外勞。

## 商業
沙特阿拉伯有2100間髮廊，3200間餐廳、1900間傢俱店由土耳其人經營。

## 宗教
他們是遜尼派穆斯林。